# Хладнокровный (фильм)
«Хладнокровный» (англ. Coldblooded) — кинофильм. В 1995 году на Sundance Film Festival фильм номинировался на приз жюри.

## Сюжет
Космо работает букмекером на мафию, однажды «получает повышение» на работе — теперь он наёмный убийца. Он постигает азы своей новой профессии с помощью Стива, опытного киллера. Космо влюбляется в преподавательницу йоги Джасмин и должен выяснить способ как оставить мафию, чтобы спокойно жить вместе с Джасмин.

## В ролях
- Джейсон Пристли — Космо Риф
- Кимберли Уильямс — Джасмин
- Питер Ригерт — Стив
- Роберт Лоджиа — Гордон
- Джей Коген — Джон
- Джанин Гарофало — «Лапочка»
- Джош Чарльз — Ренди
- Майкл Джей Фокс — Тим Александер
- Талия Болсам — Джин Александер
- Дэвид Энтони Хиггинс — Ланс
- Дорис Грау — Роуз
- Джим Тёрнер — Врач
- Гилберт Росалес — Мужчина с портфелем
- Маркос Эй. Ферраис — Мужчина с УЗИ